# 와일드 (책)
《와일드》(WILD)는 음악 그룹 신화가 2001년에 출판한 누드 사진집이다. 사진은 김중만이 촬영하였다. 신화의 4집 활동의 일환으로 제작되었기 때문에 4집 활동에 참여하지 않은 앤디는 촬영에 참여하지 않았다.

## 제작진
- 촬영자: 김중만
- 모델: 김동완, 전진, 에릭, 이민우, 신혜성

## 같이 보기
- Hey, Come On!: 신화 4집 앨범